# آغادزور
آغادزور (ارمنی: Աղաձոր) یک منطقهٔ مسکونی در جمهوری آرتساخ است که در استان کاشاتاق واقع شده‌است.